# O Globo

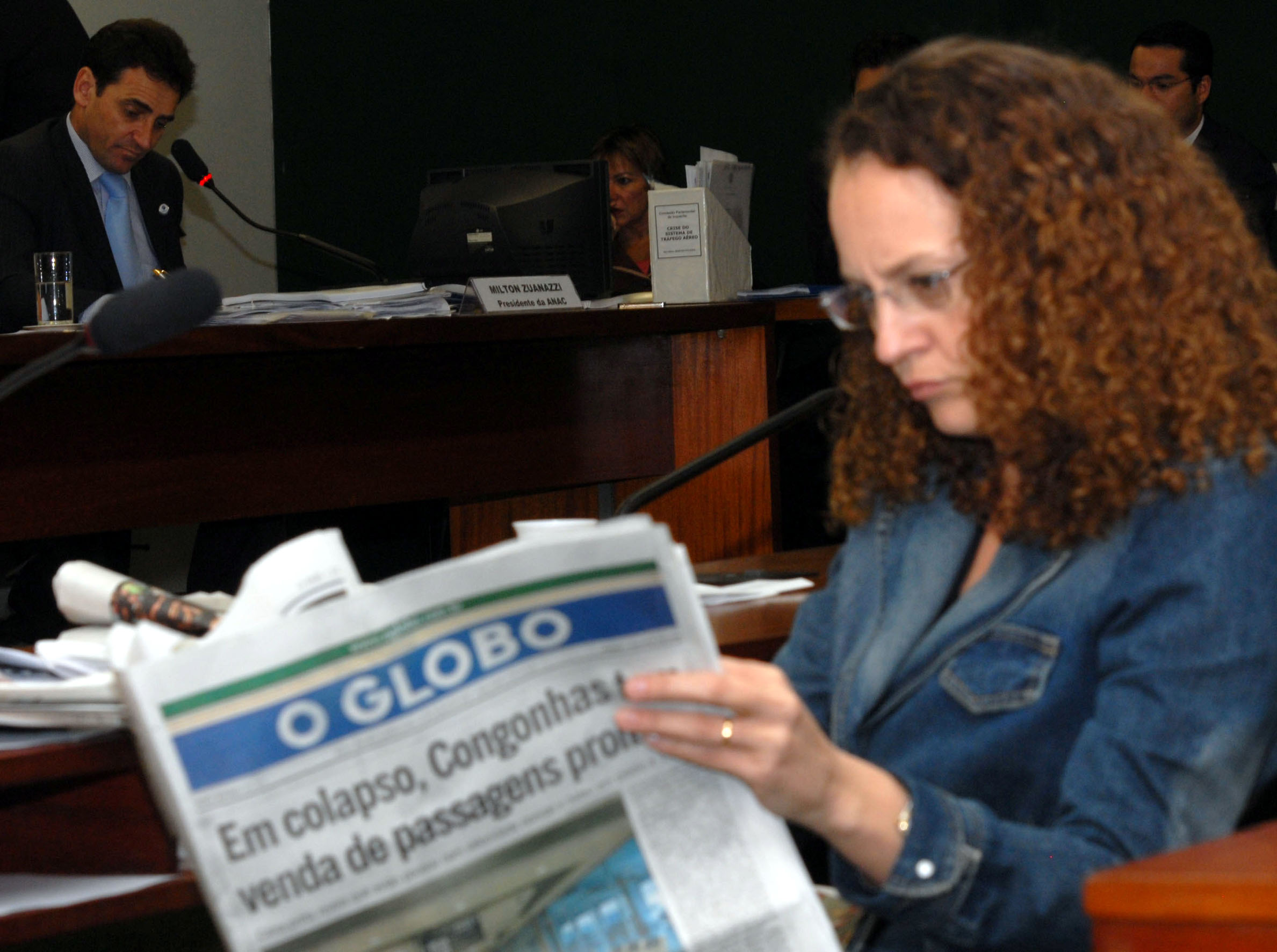
Luciana Genro lisant O Globo.

O Globo (Le Globe) est un journal quotidien d'informations brésilien fondé le 29 juillet 1925 et dont le siège se trouve à Rio de Janeiro. Il cible le lectorat populaire de la métropole carioca.
Fondé par le journaliste Irineu Marinho afin d'élargir le lectorat de son quotidien du soir A Noite, O Globo, quotidien du matin, est devenu le vaisseau amiral du groupe. Après la mort d'Irineu, quelques semaines après la fondation du journal, O Globo fut repris par son fils Roberto Marinho. Celui-ci en fit le point de départ d'une expansion économique et politique qui aboutit à la création d'un groupe d'entreprises de médias connu sous le nom d' Organizações Globo (Organisations Globo) comprenant, entre autres, TV Globo, Rádio Globo, et Editora Globo.
Il appuie le coup d’État militaire contre le gouvernement de João Goulart en 1964.
Le Globo a été accusé par des parlementaires français de soutenir la procédure de destitution ayant visé Dilma Rousseff.
Sur les questions économiques, le journal défend[Selon qui ?] les intérêts des milieux d'affaires.

## O Globo histórico (Le Globe historique)
Cette opération promotionnelle payante proposée par le quotidien carioca O Globo consiste en la reproduction de la une du journal de la date choisie par le lecteur (généralement sa date de naissance). Créée dans les années 1970, elle est toujours en vigueur de nos jours.